# هئم
هئم (به هلندی: Hem) یک منطقهٔ مسکونی در هلند است که در درخترلاند واقع شده‌است. هئم ۱٬۲۲۰ نفر جمعیت دارد.